# Bajus
Bajus est une commune française située dans le département du Pas-de-Calais en région Hauts-de-France. Ses habitants sont appelés les Bajussois. La commune est membre de la communauté d'agglomération de Béthune-Bruay, Artois-Lys Romane.

## Géographie

### Localisation
Localisée dans le sud-est du département du Pas-de-Calais, Bajus est une commune rurale située, à vol d'oiseau, à 8 km au sud-ouest de la commune de Bruay-la-Buissière et à 16 km au sud-ouest de la commune de Béthune (chef-lieu d'arrondissement).
Elle est aisément accessible par le tracé initial de l'ex-RN 41 (actuelle RD 941, reliant Saint-Pol-sur-Ternoise à la frontière franco-belge, via Béthune et Lille).
Le territoire de la commune est limitrophe de ceux de quatre communes.
Les communes limitrophes sont La Comté, Magnicourt-en-Comte, La Thieuloye et Diéval.

### Géologie et relief
La superficie de la commune est de 2,94 km2 ; son altitude varie de 87  à   158 mètres.

### Hydrographie
Le territoire de la commune est situé dans le bassin Artois-Picardie.
La commune de Bajus est drainée par le Bajuelle, cours d'eau naturel, d'une longueur de 4,28 km, qui prend sa source dans la commune de Diéval et se jette dans la Lawe au niveau de la commune de Beugin.

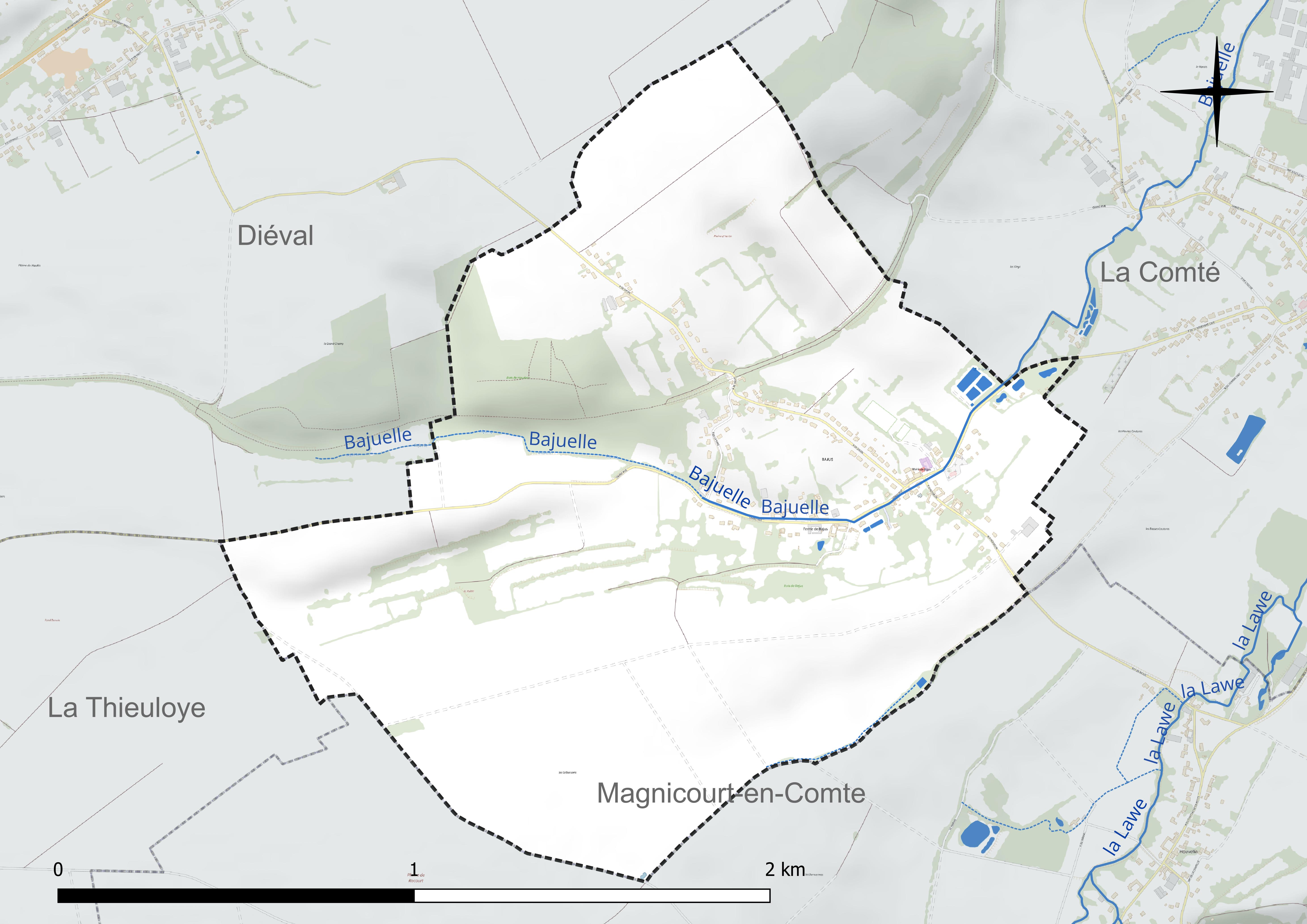
Réseau hydrographique de Bajus.

### Climat
Pour des articles plus généraux, voir Climat des Hauts-de-France et Climat du Pas-de-Calais.
En 2010, le climat de la commune est de type climat océanique dégradé des plaines du Centre et du Nord, selon une étude du CNRS s'appuyant sur une série de données couvrant la période 1971-2000. En 2020, Météo-France publie une typologie des climats de la France métropolitaine dans laquelle la commune est exposée à un climat océanique et est dans la région climatique Côtes de la Manche orientale, caractérisée par un faible ensoleillement (1 550 h/an) ; forte humidité de l’air (plus de 20 h/jour avec humidité relative > 80 % en hiver), vents forts fréquents.
Pour la période 1971-2000, la température annuelle moyenne est de 10,1 °C, avec une amplitude thermique annuelle de 13,7 °C. Le cumul annuel moyen de précipitations est de 816 mm, avec 12,6 jours de précipitations en janvier et 8,7 jours en juillet. Pour la période 1991-2020, la température moyenne annuelle observée sur la station météorologique la plus proche, située sur la commune de Fiefs à 14 km à vol d'oiseau, est de 10,4 °C et le cumul annuel moyen de précipitations est de 1 070,6 mm,. Pour l'avenir, les paramètres climatiques de la commune estimés pour 2050 selon différents scénarios d'émission de gaz à effet de serre sont consultables sur un site dédié publié par Météo-France en novembre 2022.

### Milieux naturels et biodiversité

#### Zone naturelle d'intérêt écologique, faunistique et floristique
L’inventaire des zones naturelles d'intérêt écologique, faunistique et floristique (ZNIEFF) a pour objectif de réaliser une couverture des zones les plus intéressantes sur le plan écologique, essentiellement dans la perspective d’améliorer la connaissance du patrimoine naturel national et de fournir aux différents décideurs un outil d’aide à la prise en compte de l’environnement dans l’aménagement du territoire.
Le territoire communal comprend une ZNIEFF de type 1 : les coteaux et bois d'Ourton, d’une superficie de 185 ha et d'une altitude variant de 89  à   161 mètres. Ce site, marqué par l’agriculture intensive, l’urbanisation et l’exploitation minière, s’intègre dans les collines de l'Artois comme le coteau et la forêt domaniale d’Olhain et les pelouses et le bois de La Comté.

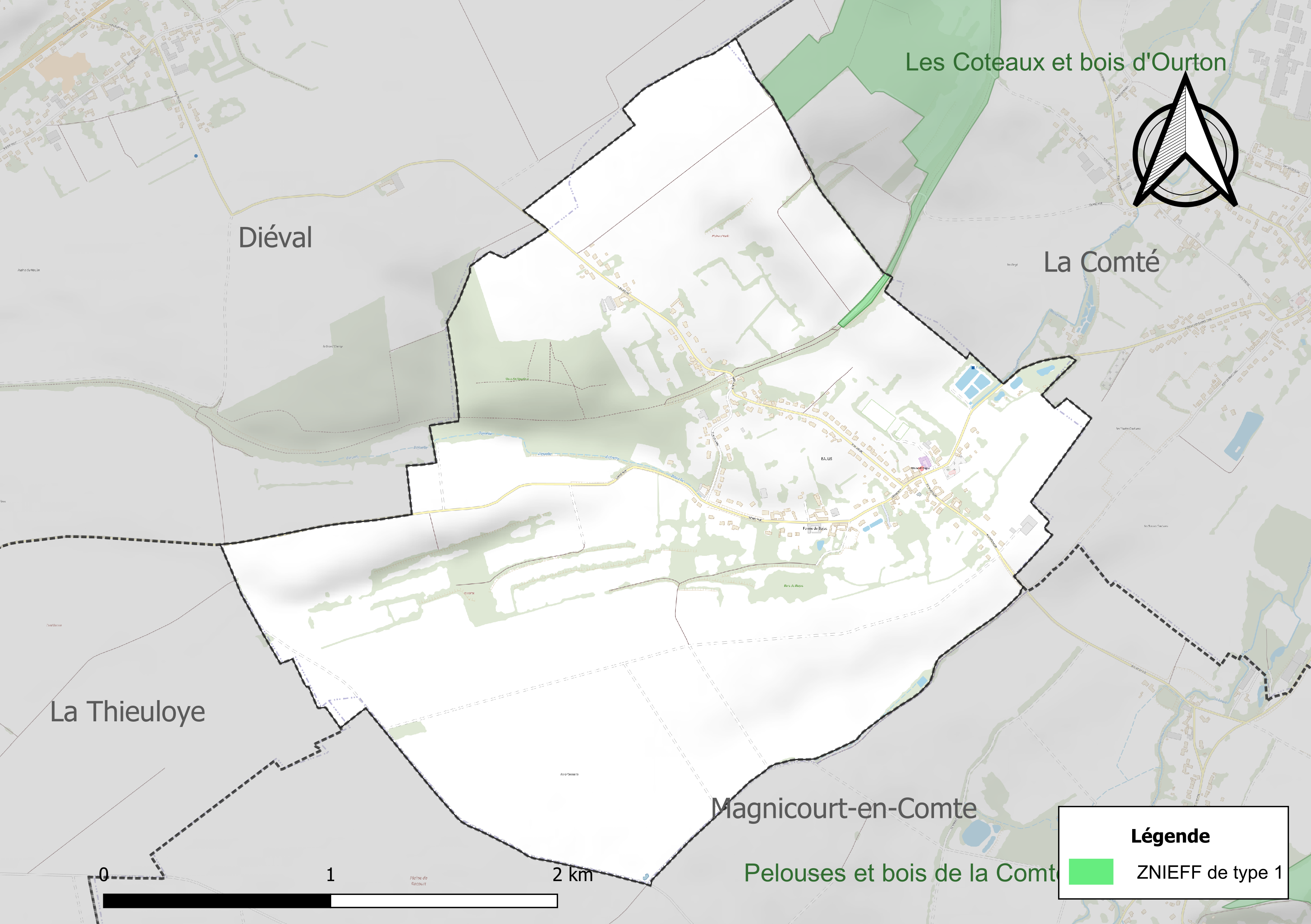
Carte de la ZNIEFF sur la commune.

## Urbanisme

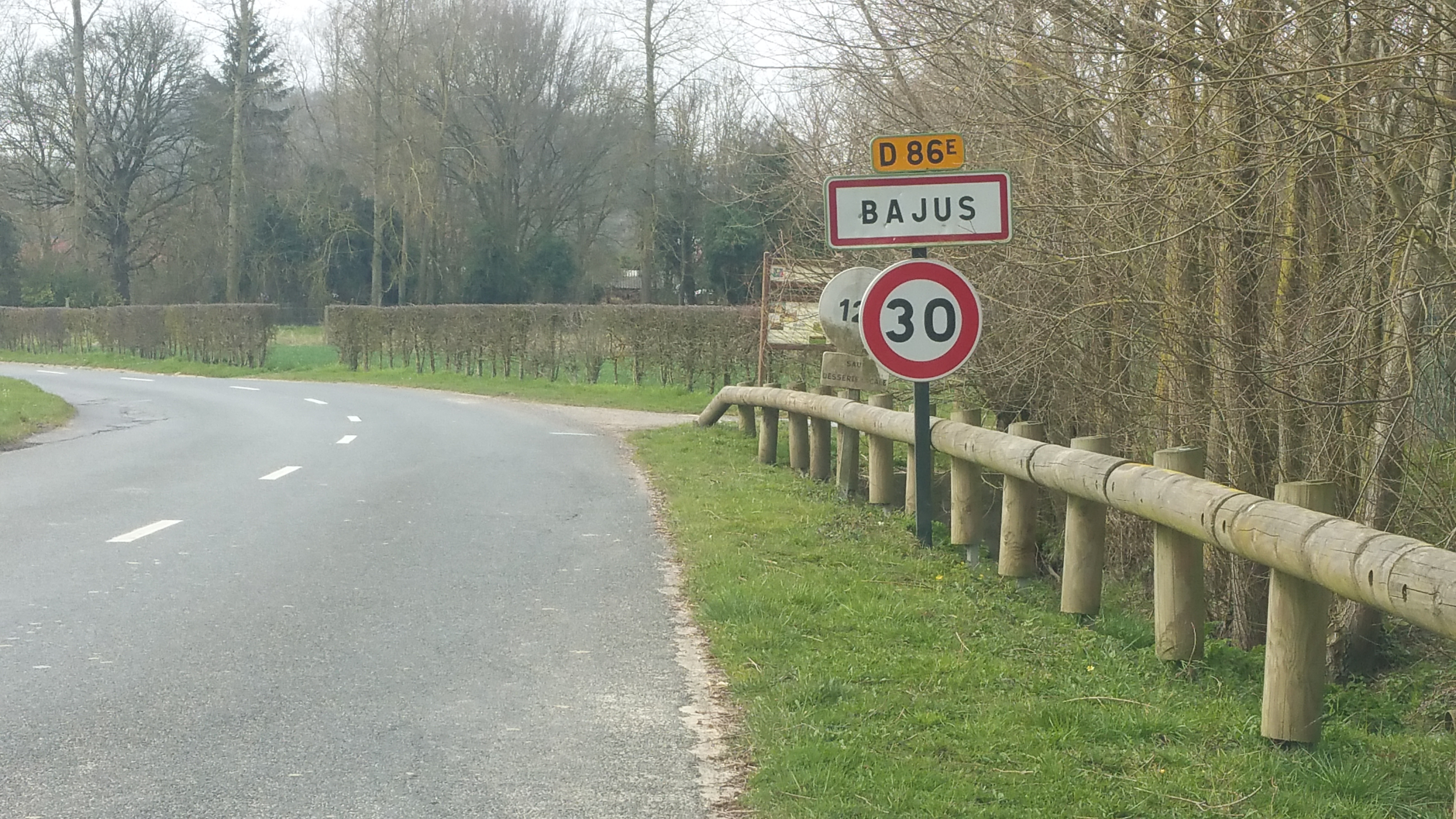
Une entrée du village.

### Typologie
Au 1er janvier 2024, Bajus est catégorisée commune rurale à habitat dispersé, selon la nouvelle grille communale de densité à sept niveaux définie par l'Insee en 2022.
Elle est située hors unité urbaine et hors attraction des villes,.

### Occupation des sols
L'occupation des sols de la commune, telle qu'elle ressort de la base de données européenne d’occupation biophysique des sols Corine Land Cover (CLC), est marquée par l'importance des territoires agricoles (91,2 % en 2018), une proportion identique à celle de 1990 (91,2 %). La répartition détaillée en 2018 est la suivante : 
terres arables (59,9 %), prairies (31,3 %), zones urbanisées (8,8 %). L'évolution de l’occupation des sols de la commune et de ses infrastructures peut être observée sur les différentes représentations cartographiques du territoire : la carte de Cassini (XVIIIe siècle), la carte d'état-major (1820-1866) et les cartes ou photos aériennes de l'IGN pour la période actuelle (1950 à aujourd'hui).

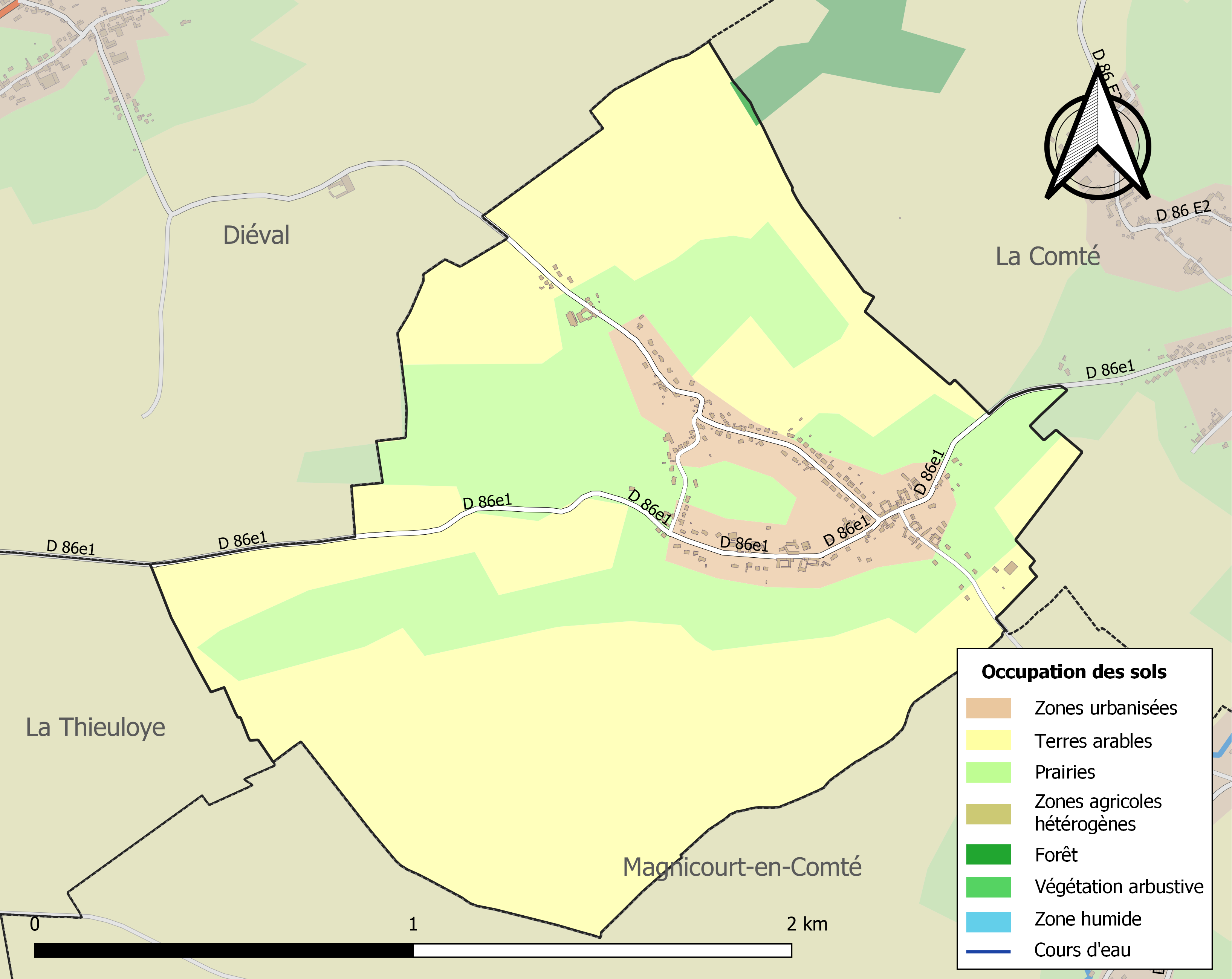
Carte des infrastructures et de l'occupation des sols de la commune en 2018 (CLC).

### Voies de communication et transports

#### Voies de communication
La commune est desservie par la route départementale D 86E1.

#### Transport ferroviaire
La commune se trouve à 12 km de la gare de Calonne-Ricouart et à 14 km de la gare de Saint-Pol-sur-Ternoise. Ce sont des gares de la Société nationale des chemins de fer français (SNCF), desservies par des trains TER Hauts-de-France.
La commune était située sur la ligne de Bully - Grenay à Brias, une ancienne ligne de chemin de fer qui reliait, de 1875 à 1990, Bully-les-Mines à Brias.

## Toponymie
Le nom de la localité est attesté sous les formes Baisiu (1075) ; Bayseu (1119) ; Basiu (1186) ; Bascieus (1190) ; Baisieus (1221) ; Baissu (XIIIe siècle ; Baisius (1296) ; Basius (1323) ; Baisu (1330) ; Baisus (XIVe siècle) ; Baju (1504) ; Baizieu (1707) ; Bajeulle (1759) ; Bayeu (1759) ; Bajeu (XVIIIe siècle).
L'étymologie de ce toponyme provient de l'agglutination du gaulois baca et du suffixe ivum qui signifie « l’endroit où l'on trouve des baies »[réf. souhaitée].

## Histoire
Pendant la Première Guerre mondiale, des troupes françaises ont parfois stationné sur la commune, située à l'arrière du front de l'Artois, comme en octobre-novembre 1915.
Bajus a disposé d'une gare sur la ligne de Bully - Grenay à Brias. Les trains de voyageurs ont cessé de circuler  sur la ligne en 1958, et les trains de fret en 1990.

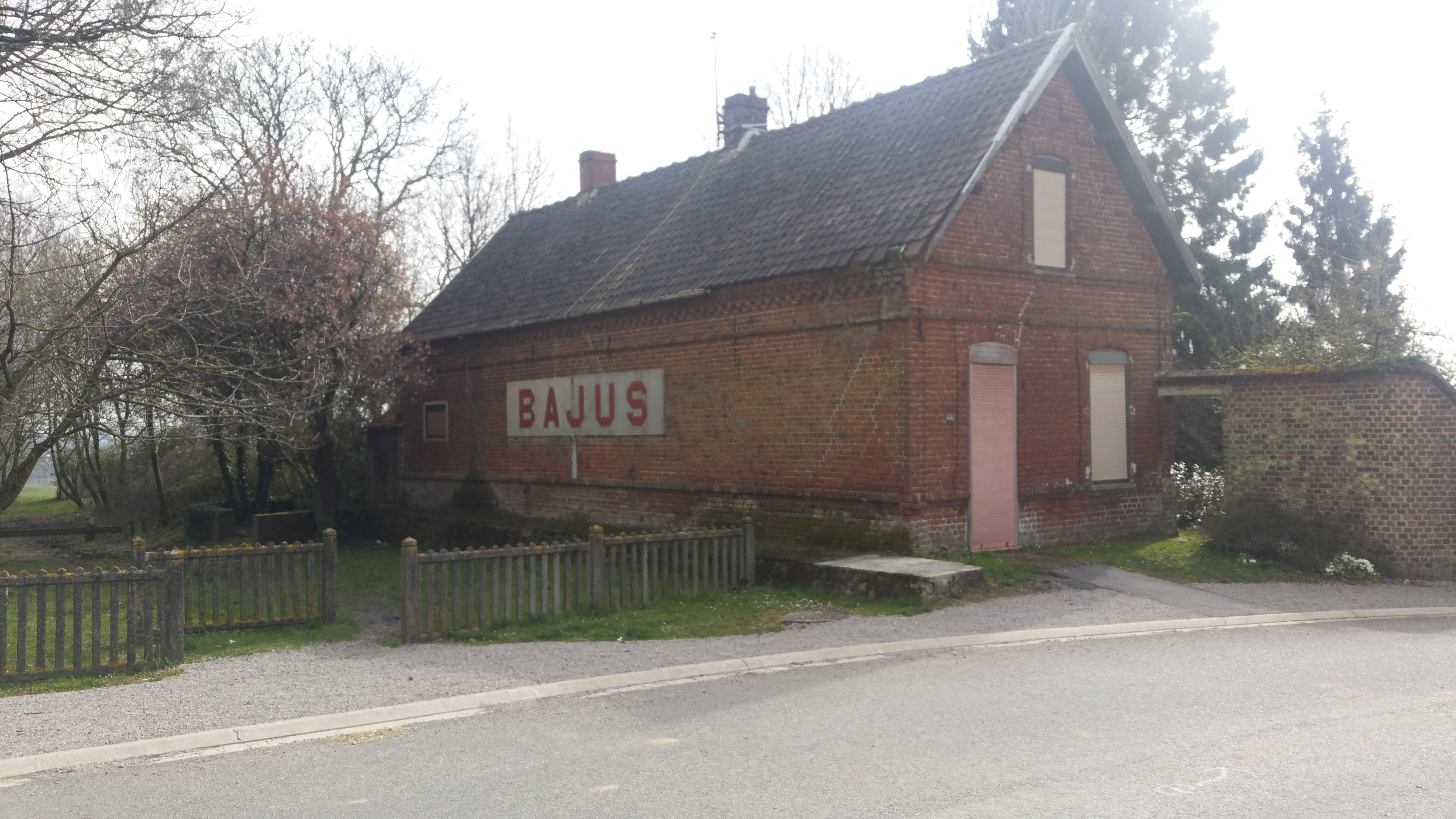
Le site de l'ancienne gare en 2016.

## Politique et administration

### Découpage territorial
La commune se trouvait depuis 1926 dans l'arrondissement d'Arras du département du Pas-de-Calais. Par arrêté préfectoral du 20 décembre 2016, la commune en  est détachée le 1er janvier 2017 pour intégrer l'arrondissement de Béthune.

#### Commune et intercommunalités
Bajus était membre de la communauté d'agglomération de l'Artois, un établissement public de coopération intercommunale (EPCI) à fiscalité propre et auquel la commune avait  transféré un certain nombre de ses compétences, dans les conditions déterminées par le code général des collectivités territoriales.
Dans le cadre des dispositions de la loi portant nouvelle organisation territoriale de la République (Loi NOTRe) du 7 août 2015, qui prévoit que les établissements publics de coopération intercommunale (EPCI) à fiscalité propre doivent avoir un minimum de 15 000 habitants, cette structure a fusionné avec plusieurs petites intercommunalité pour former, le 1er janvier 2017 la communauté d'agglomération de Béthune-Bruay, Artois-Lys Romane, dont est désormais membre la commune. Cette communauté d'agglomération de Béthune-Bruay, Artois-Lys Romane regroupe 100 communes et totalise 275 327 habitants en 2021.

#### Circonscriptions administratives
La commune faisait partie depuis 1801 du canton d'Aubigny-en-Artois. Dans le cadre du redécoupage cantonal de 2014 en France, cette circonscription administrative territoriale a disparu, et le canton n'est plus qu'une circonscription électorale.
Pour les élections départementales, la commune fait partie depuis 2014 du canton de Bruay-la-Buissière.

#### Circonscriptions électorales
Pour l'élection des députés, la commune fait partie de la première circonscription du Pas-de-Calais.

### Élections municipales et communautaires

#### Liste des maires
| Période                                  | Période                      | Identité             | Étiquette | Qualité                                        |
| ---------------------------------------- | ---------------------------- | -------------------- | --------- | ---------------------------------------------- |
| Les données manquantes sont à compléter. |                              |                      |           |                                                |
| 1945                                     | après 1971                   | Raymond Duquénoy     |           | Cultivateur                                    |
| Les données manquantes sont à compléter. |                              |                      |           |                                                |
| mars 2001                                | mars 2008                    | Paul Bayart          | PS        | Employé de bureau                              |
| mars 2008                                | avril 2023 Démissionnaire    | Jean-Pierre Clément  |           | Ancien employé Réélu pour le mandat 2020-2026, |
| 17 juin 2023                             | En cours (au 8 février 2024) | Daniel Dericquebourg |           | responsable process dans l’industrie           |

## Équipements et services publics

### Justice, sécurité, secours et défense
La commune dépend du tribunal judiciaire d'Arras, du conseil de prud'hommes d'Arras, de la cour d'appel de Douai, du tribunal de commerce d'Arras, du tribunal administratif de Lille, de la cour administrative d'appel de Douai et du tribunal pour enfants d'Arras.

## Population et société

### Démographie
Les habitants de la commune sont appelés les Bajussois.

#### Évolution démographique
L'évolution du nombre d'habitants est connue à travers les recensements de la population effectués dans la commune depuis 1793. Pour les communes de moins de 10 000 habitants, une enquête de recensement portant sur toute la population est réalisée tous les cinq ans, les populations de référence des années intermédiaires étant quant à elles estimées par interpolation ou extrapolation. Pour la commune, le premier recensement exhaustif entrant dans le cadre du nouveau dispositif a été réalisé en 2007.

En 2022, la commune comptait 358 habitants, en évolution de −2,72 % par rapport à 2016 (Pas-de-Calais : −0,72 %, France hors Mayotte : +2,11 %).
| 1793 | 1800 | 1806 | 1821 | 1831 | 1836 | 1841 | 1846 | 1851 |
| ---- | ---- | ---- | ---- | ---- | ---- | ---- | ---- | ---- |
| 203  | 116  | 127  | 120  | 125  | 124  | 135  | 127  | 114  |

| 1856 | 1861 | 1866 | 1872 | 1876 | 1881 | 1886 | 1891 | 1896 |
| ---- | ---- | ---- | ---- | ---- | ---- | ---- | ---- | ---- |
| 125  | 116  | 116  | 112  | 115  | 128  | 126  | 121  | 106  |

| 1901 | 1906 | 1911 | 1921 | 1926 | 1931 | 1936 | 1946 | 1954 |
| ---- | ---- | ---- | ---- | ---- | ---- | ---- | ---- | ---- |
| 118  | 126  | 150  | 172  | 156  | 154  | 157  | 154  | 161  |

| 1962 | 1968 | 1975 | 1982 | 1990 | 1999 | 2006 | 2007 | 2012 |
| ---- | ---- | ---- | ---- | ---- | ---- | ---- | ---- | ---- |
| 191  | 205  | 202  | 280  | 290  | 273  | 293  | 296  | 358  |

| 2017 | 2022 | - | - | - | - | - | - | - |
| ---- | ---- | - | - | - | - | - | - | - |
| 365  | 358  | - | - | - | - | - | - | - |

#### Pyramide des âges
En 2018, le taux de personnes d'un âge inférieur à 30 ans s'élève à 36,6 %, soit en dessous de la moyenne départementale (36,7 %). De même, le taux de personnes d'âge supérieur à 60 ans est de 21,9 % la même année, alors qu'il est de 24,9 % au niveau départemental.
En 2018, la commune comptait 172 hommes pour 190 femmes, soit un taux de 52,49 % de femmes, légèrement supérieur au taux départemental (51,5 %).
Les pyramides des âges de la commune et du département s'établissent comme suit.
| Hommes | Classe d’âge | Femmes |
| ------ | ------------ | ------ |
| 0,0    | 90 ou +      | 1,1    |
| 5,3    | 75-89 ans    | 6,5    |
| 16,1   | 60-74 ans    | 14,7   |
| 25,4   | 45-59 ans    | 20,1   |
| 19,3   | 30-44 ans    | 18,5   |
| 10,4   | 15-29 ans    | 19,2   |
| 23,5   | 0-14 ans     | 20,0   |

| Hommes | Classe d’âge | Femmes |
| ------ | ------------ | ------ |
| 0,5    | 90 ou +      | 1,6    |
| 5,6    | 75-89 ans    | 8,9    |
| 16,7   | 60-74 ans    | 18,1   |
| 20,2   | 45-59 ans    | 19,2   |
| 18,9   | 30-44 ans    | 18,1   |
| 18,2   | 15-29 ans    | 16,2   |
| 19,9   | 0-14 ans     | 17,9   |

## Économie

### Revenus de la population et fiscalité
En 2019, dans la commune, il y a 137 ménages fiscaux qui comprennent 372 personnes pour un revenu médian disponible par unité de consommation de 22 540 euros, soit supérieur au revenu médian de la France métropolitaine qui est de 21 930 euros,.

## Culture locale et patrimoine

### Lieux et monuments
- L'église Saint-Vaast.
- Le monument aux morts[38].
- Bajus Churchyard (le carré militaire britannique).
- Le centre d'équitation : 
Les écuries du Bajuel est un récent centre équestre, construit à la fin de 2009, les écuries du Bajuel sont considérées comme un refuge pour les cavaliers. Il y a des cours de saut, de dressage, de plat et de mise en selle mais aussi jeux, balades, ainsi que des manifestations équestres, ou des portes ouvertes qui y sont proposés. Les écuries présentent différentes disciplines : obstacles, poney-games, randonnée, TREC[39]. Les écuries possèdent plusieurs labels dont celui de l'École française d'équitation et du Poney Club de France[39].
Il y a des fêtes du cheval qui y sont organisées et proposent des spectacles de carrousel, du poney games, des baptêmes de poney, des sauts d'obstacle et même une restauration sur place.

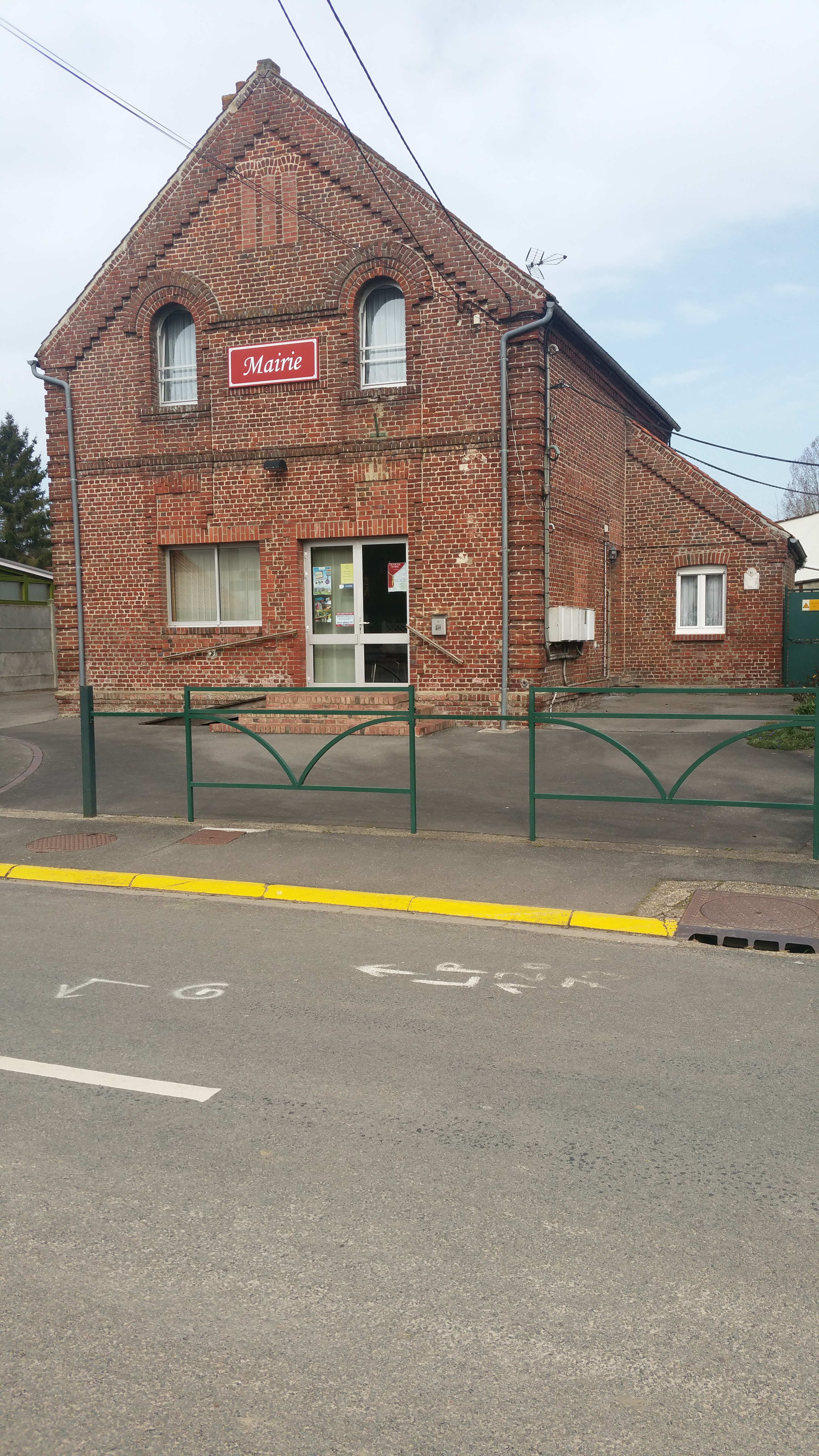
La mairie.
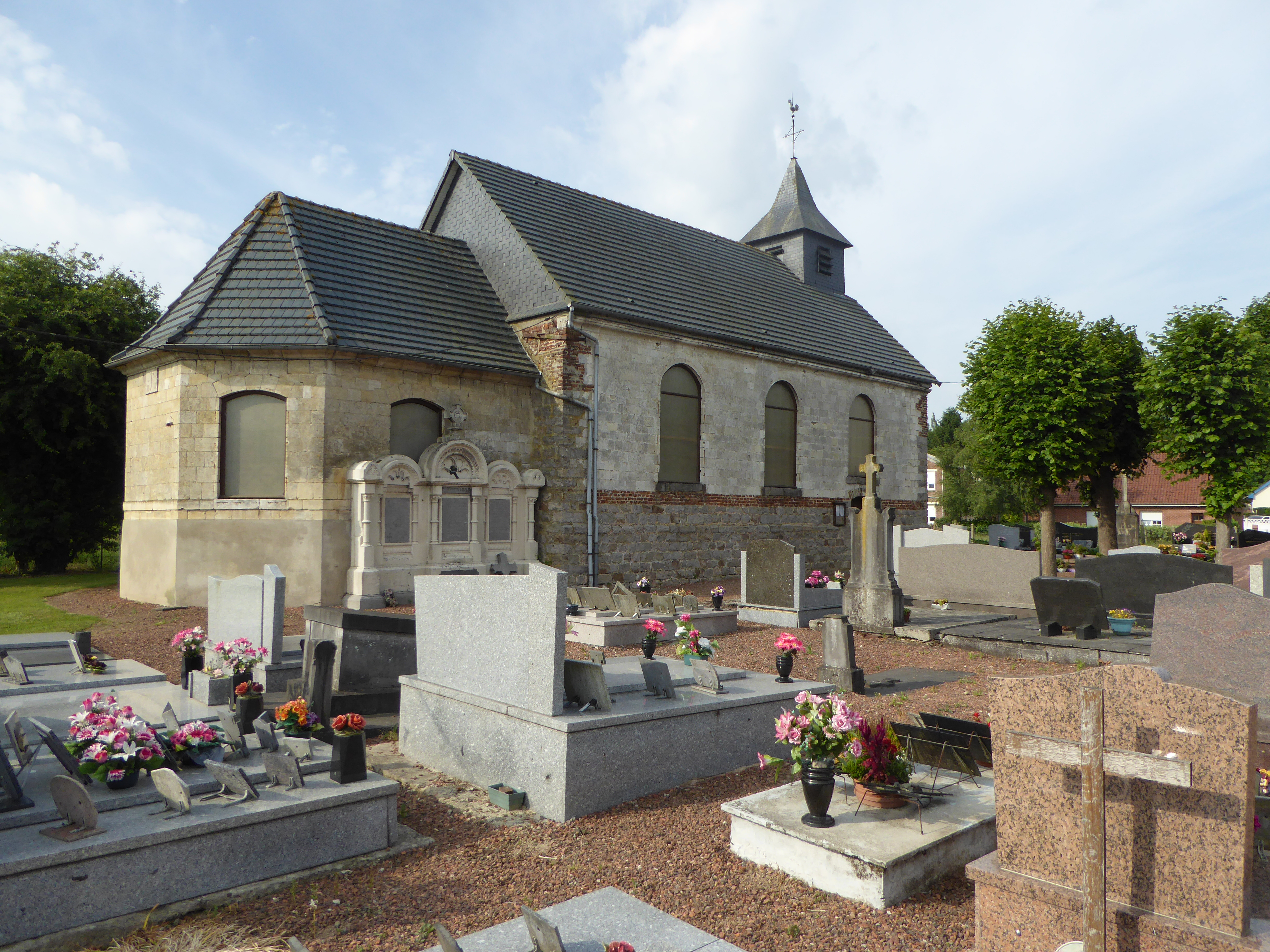
L'église et le cimetière.
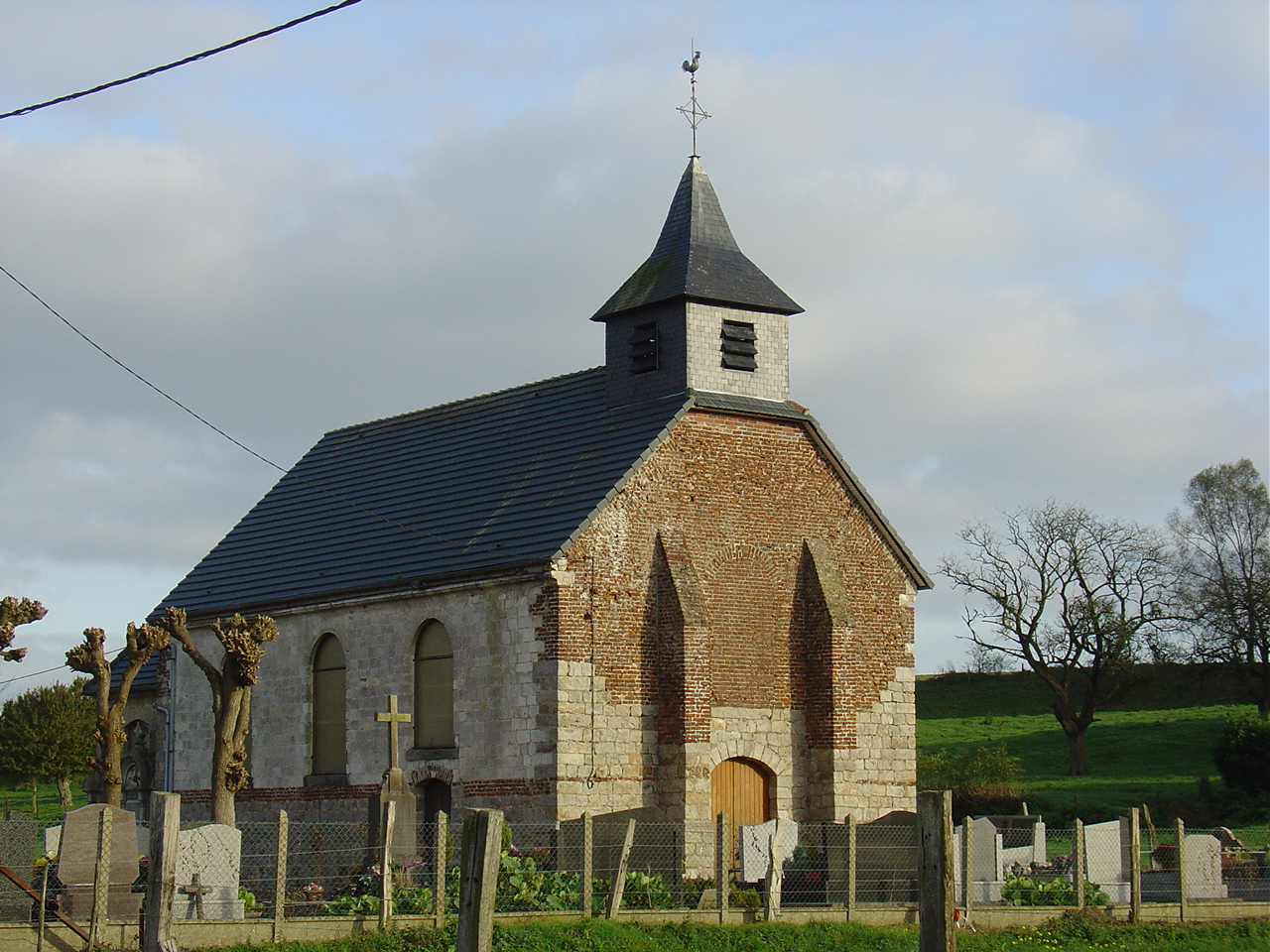
L'église.

### Héraldique
| Armes de Bajus | Les armes de Bajus se blasonnent ainsi : d'or à la barre ondée d'azur chargée d'un léopard assis du champ. |

## Pour approfondir

#### Bases de données, dictionnaires et encyclopédies
- Ressources relatives à la géographie :   - Insee (communes)
  - Ldh/EHESS/Cassini
- Ressource relative à plusieurs domaines :   - Annuaire du service public français
- Notices d'autorité :   - BnF (données)